# Gladbeck
Gladbeck  est une ville allemande située dans l'arrondissement de Recklinghausen et le district de Münster, en Rhénanie-du-Nord-Westphalie.

## Histoire
| Appartenances historiques Électorat de Cologne 1228-1803 Duché d'Arenberg-Meppen 1803-1810 Grand-duché de Berg 1810-1813 Royaume de Prusse (Province de Westphalie) 1815-1918 République de Weimar 1918-1933 Reich allemand 1933-1945 Allemagne occupée 1945-1949 Allemagne 1949-présent |

## Personnalités liées à la ville
- Helmut Janz (1934-2000), athlète, spécialiste du 400 mètres haies.
- Jean-Henri Riesener (1734-1806 Paris), ébéniste du roi Louis XVI
- Willy Kaiser (1912-1986), champion olympique de boxe en 1936.
- Julian Draxler,  footballeur allemand, est né dans cette ville.

## Prise d'otages de Gladbeck
Le 16 août 1988, deux voleurs ont attaqué une agence de la Deutsche Bank à Gladbeck. Ils ont pris en otage plusieurs personnes et ont pris la fuite aux Pays-Bas. Trois personnes ont été tuées au cours de ce drame. Ce fait divers a inspiré Bernard-Marie Koltès pour une des scènes de Roberto Zucco.

## Jumelages

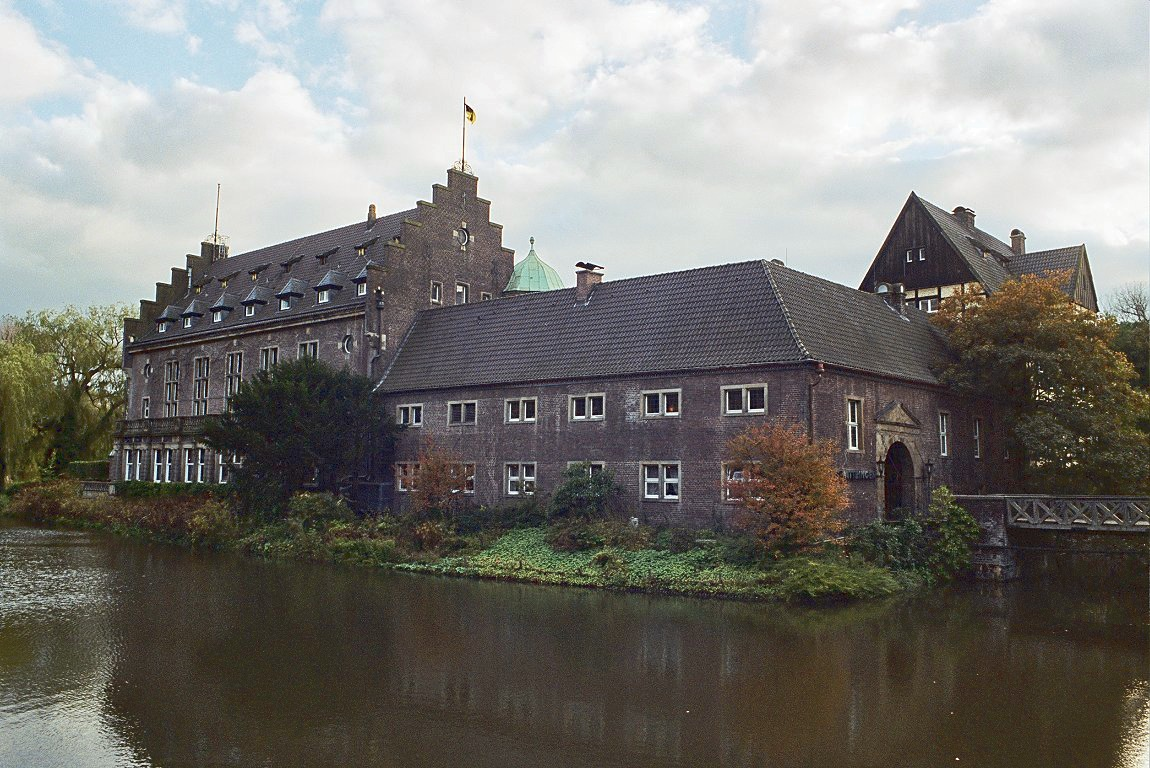
Château de Wittringen

- Enfield,  Royaume-Uni
- Marcq-en-Barœul,  France
- Fushun,  Chine
- Wodzisław Śląski,  Pologne
- Alanya,  Turquie
- Schwechat,  Autriche